# Pesaban
Pesaban is een bestuurslaag in het regentschap Karangasem van de provincie Bali, Indonesië. Pesaban telt 2323 inwoners (volkstelling 2010).